# Итами
Итами (јап. 伊丹市) град је у Јапану у префектури Хјого. Према попису становништва из 2005. у граду је живело 192.250 становника.

## Становништво
Према подацима са пописа, у граду је 2005. године живело 192.250 становника.
| 1995.   | 2000.   | 2005.   |
| ------- | ------- | ------- |
| 188.431 | 192.159 | 192.250 |